# Эйюбоглу, Эзги
Эзги́ Эйюбоглу́ — турецкая актриса и модель. Наиболее известна ролью Айбиге-хатун в культовом телесериале «Великолепный век».

## Биография
Эзги Эюбоглу родилась в 1988 году в Анкаре. Окончила Государственную консерваторию при университете Хаджеттепе в Анкаре, два года занималась классическим балетом в университете искусств Мимара Синана в Стамбуле, после чего поступила в университет Хаджеттепе на специальность «драматическое искусство».

## Личная жизнь
Актриса встречалась с турецким актёром Гюрбеем Илери. Они познакомились в 2011 году на съёмках сериала «Моё сердце выбрало тебя». В 2013 году, после двух лет отношений, пара рассталась. В 2014 году Эзги начала отношения с актёром Кааном Йылдырымом. 8 августа 2015 года Каан сделал Эзги предложение руки и сердца. Актриса ответила согласием, в сентябре 2015 года пара объявила о помолвке. Свадьба состоялась 14 мая 2016 года во дворце Эсмы Султан. 26 июня 2019 года, после 3 лет брака пара развелась.

## Карьера
В 2001 году Эюбоглу стала финалисткой конкурса моделей Elite Model Look, а через два года заняла второе место на конкурсе «Мисс Турция». С 2007 года участвует в показах мод и снимается в музыкальных видеоклипах.
В 2011 году Эзги Эюбоглу снялась во втором сезоне сериала «Великолепный век». Она исполнила одну из ключевых ролей сезона — Айбиге-хатун, дочь крымского хана Сахиб-Гирея и племянницу валиде-султан (Небахат Чехре). Героиня Эюбоглу выросла в Казани, будучи отправлена отцом в Стамбул подальше от смуты. Она просватана за Шехзаде Мустафу (Мехмет Гюнсюр) и при этом является возлюбленной Малкочоглу Бали Бея (Бурак Озчивит). В третьем сезоне сериала вместе с Эйюбоглу на съёмочной площадке оказался и её возлюбленный Гюрбей Илери, играющий роль Шехзаде Мехмеда — старшего сына султана Сулеймана.

## Фильмография
| Год       |   | Русское название             | Оригинальное название            | Роль                 |
| --------- | - | ---------------------------- | -------------------------------- | -------------------- |
| 2021      | с | Разведка                     | Teşkilat                         | Джерен               |
| 2019      | с | История одной семьи          | Bir Aile Hikayesi                | Ниль                 |
| 2018      | с | Пусть дети не слышат         | Çocuklar duymasin                | камео                |
| 2018      | ф | Мой спутник 2                | Yol Arkadasim 2                  | Чилек                |
| 2017—2018 | с | Права на престол. Абдулхамид | Payitaht Abdülhamid              | Мелике (Ахсен)       |
| 2017      | ф | Слепой в любви               | Askin Gören Gözlere Ihtiyaci yok | Нихаль               |
| 2015—2016 | с | Её имя счастье               | Adı Mutluluk                     | Кумсал Гючлю         |
| 2014      | с | Ах, Стамбул                  | Ulan İstanbul                    | Ада                  |
| 2014      | с | Запрет                       | Yaşak                            | Асуде                |
| 2013—2014 | с | Месть                        | İntikam                          | Джемре Арсой (Челик) |
| 2012      | с | Рыбы, уставшие от воды       | Sudan Bıkmış Balıklar            | Зейнеп               |
| 2012      | с | В мире лжи                   | Yalan Dünya                      |                      |
| 2012      | с | Великолепный век             | Muhteşem Yüzyıl                  | Айбиге-хатун         |
| 2011      | с | Моё сердце выбрало тебя      | тур. Kalbim Seni Seçti           | Дерин                |
| 2011      | ф | Священная бутыль 3: Дракула  | Kutsal Damacana: Dracoola        |                      |
| 2010      | ф | Идти в огонь                 | тур. Ateşe Yürümek               |                      |
| 2007      | ф | Ради тебя                    | тур. Senin Uğruna                |                      |
| 2006—2008 | с | Опасные улицы                | Arka Sokaklar                    |                      |

2017 - Права на престол Абдулхамид / Payitaht Abdulhamid - роль Мелике - Асхен